# Miss Universe Puerto Rico 2012
La Edición número 57 del Certamen de  Miss Universe Puerto Rico se celebró el 7 de noviembre de 2011, en el Centro de Bellas Artes Santurce en San Juan, Puerto Rico. Viviana Ortiz como Miss Universe Puerto Rico 2011 coronó a su sucesora al final de la noche. La ganadora de dicho certamen representará a Puerto Rico en el  Miss Universo 2012, en lugar sin defunir, el once de diciembre del 2012. La ganadora fue la representante de Río Grande Bodine Koehler Peña. El 15 de marzo de 2012 se dio a conocer que Vanessa De Roide se convirtió en Nuestra Belleza Latina 2012, y tendría que renunciar al título de Miss Intercontinental Puerto Rico, la directora de la franquicia Miss Universe Puerto Rico Desiree Lowry dijo, estamos pensando detalladamente en elegir una candidata para representarnos en Miss Intercontinental 2012 en noviembre en Alemania.

## Resultados Oficiales
| Resultado                                | Candidata |
| ---------------------------------------- | --- |
| Miss Universe Puerto Rico 2012           | - Río Grande - Bodine Koehler Peña |
| Miss Intercontinental Puerto Rico 2012   | - Carolina - Vanessa de Roide Toledo (Descalificada) |
| Miss Supranacional Puerto Rico 2012      | - Toa Alta - Gabriela Berríos Pagán |
| Miss Continentes Unidos Puerto Rico 2012 | - Arroyo - Jennifer Guevara Campos |
| Top Model of the World Puerto Rico 2012  | - Aguas Buenas - Nadyalee Torres López |
| 1.ª Finalista                            | - Aguada - Shaleyka Cristine Vélez Avilés |
| Top 10                                   | - Camuy - Verónica Rodríguez Hernández - Loíza - Sasha Valdés Orta - Mayagüez - Mara Liz Rivera Ramos - Yabucoa - Darli Arni Pacheco Montañez                                                                                   |
| Top 16                                   | - Cayey - Nicole Marie Pérez Aponte - Lajas - Beverly Álvarez Torres - Morovis - Raiza González Montes - Sabana Grande - Sue Haley Torres Feliciano - Toa Baja - Rahmam Khalil Mohamed - Yauco - Jennifer Lorraine Luyando Cruz |

### Premios Especiales
- Rostro L'bel: Toa Alta - Gabriela Berríos Pagán
- Miss Fotogénica T-Mobile: Aguas Buenas - Nadyalee Torres
- Miss Amistad: Morovis - Raiza Gonzaléz Montes
- Mejor Estilo JCPenney: Río Grande- Bodine Koehler Peña
- Mejor Traje Típico: Cayey - Nicole Marie Pérez Aponte
- Reina Pasarela Payless:  Río Grande - Bodine Koehler Peña
- Cabello Bloom: Aguas Buenas - Nadyalee Torres
- Figura Holsum Light: Arroyo - Jennifer Guevara Campos

## Candidatas Oficiales
Esta es la lista de las 39 concursantes::
| Municipios    | Concursantes                   | Edad | Estatura | Residencia    |
| ------------- | ------------------------------ | ---- | -------- | ------------- |
| Aguada        | Shaleyka Vélez Avilés          | 18   | 5'9"     | Aguada        |
| Aguadilla     | Emily Kristina Torres Suárez   | 18   | 5'6"     | San Juan      |
| Aguas Buenas  | Nadyalee Torres                | 23   | 5'9"     | Aguas Buenas  |
| Arroyo        | Jennifer Guevara Campos        | 24   | 5'10"    | Arroyo        |
| Bayamón       | Kiara Lee Soto Colón           | 20   | 5'7"     | Bayamón       |
| Camuy         | Verónica Rodríguez Hernández   | 22   | 5'8"     | Camuy         |
| Canóvanas     | Wendilys Cruz Fontánez         | 20   | 5'6"     | Canóvanas     |
| Carolina      | Vanessa De Roide Toledo        | 24   | 5'9"     | Carolina      |
| Cataño        | Kiara Zayas Rodríguez          | 18   | 5'6"     | San Juan      |
| Cayey         | Nicole Marie Pérez Aponte      | 22   | 5'9"     | Bayamón       |
| Coamo         | Victoria Angélica Caraballo    | 17   | 5'8"     | San Juan      |
| Dorado        | Vilmarie Rosado Calderón       | 26   | 5'8"     | Carolina      |
| Florida       | Krystal Lynn Domenech Ramos    | 19   | 5'5"     | Florida       |
| Guayama       | Yolanda Marrero González       | 24   | 5'11"    | Guayama       |
| Guaynabo      | Isabel Marisa Corsino Carro    | 26   | 5'10"    | Guaynabo      |
| Gurabo        | Illiane Benítez Álamo          | 19   | 5'7"     | Bayamón       |
| Hormigueros   | Jeanelly Vargas                | 18   | 5'6"     | Carolina      |
| Humacao       | Beverly Serrano Lebrón         | 19   | 5'7"     | Humacao       |
| Lajas         | Beverly Álvarez Torres         | 18   | 5'8"     | San Juan      |
| Las Piedras   | Lucianne Meléndez Rivera       | 18   | 5'7"     | Las Piedras   |
| Loíza         | Sasha Valdés Orta              | 27   | 5'8"     | San Juan      |
| Luquillo      | Isisnachelly Rosario Rivera    | 20   | 5'8"     | Carolina      |
| Mayagüez      | Mara Liz Rivera Ramos          | 19   | 5'8"     | Mayagüez      |
| Morovis       | Raiza González Montes          | 19   | 5'8"     | Bayamón       |
| Naguabo       | Artdalis Pérez                 | 19   | 5'7"     | Naguabo       |
| Orocovis      | Yanilis Limar Torres Rodríguez | 19   | 5'7"     | Bayamón       |
| Río Grande    | Bodine Koehler Peña            | 19   | 6'0"     | San Juan      |
| Sabana Grande | Sue Haley Torres Feliciano     | 19   | 5'6"     | Sabana Grande |
| San Germán    | Stephanie Cancel Prieto        | 20   | 5'10.5"  | San Germán    |
| San Juan      | Nanette Marie Miranda Rivera   | 22   | 5'7"     | San Juan      |
| Toa Alta      | Gabriela Berríos Pagán         | 20   | 5'10"    | Toa Alta      |
| Toa Baja      | Rahman Khalil Mohamed          | 19   | 5'6"     | Toa Baja      |
| Trujillo Alto | Carmen Alicia Torres Ortiz     | 20   | 5'8"     | Trujillo Alto |
| Utuado        | Linnette Zoé Vélez Cortés      | 22   | 5'7"     | Utuado        |
| Yabucoa       | Darli Arni Pacheco Montañez    | 21   | 6'1"     | San Juan      |
| Yauco         | Jennifer Lorraine Luyando Cruz | 21   | 5'9"     | Bayamón       |

## Premios Especiales
- Mejor Sonrisa: Vanessa De Roide Toledo- Miss Carolina
- Mejores Piernas: Darli Arni Pacheco Montañez- Miss Yabucoa
- Mejor Figura: Bodine Koehler Peña- Miss Rio Grande
- Mejor  Cabello: Nadyalee Torres- Miss Aguas Buenas
- Cara más bella: Gabriela Berríos Pagán- Miss Toa Alta
- Skinny Cow Mejor Estilo: Jennifer Guevara Campos- Miss Arroyo
- Mejor  Pasarela: Bodine Koehler Peña- Miss Rio Grande
- Miss Fotogénica': Nadyalee Torres- Miss Aguas Buenas
- Miss Simpatía: Raiza González Montes- Miss Morovis
- Estilo JcPenney: Bodine Koehler Peña- Miss Rio Grande
- Mejor traje Nacional:  Nicole Marie Pérez Aponte- Miss Cayey